# Печера (фільм)
«Печера» (англ. The Cave) — американський фільм жаху 2005 року режисера Брюса Ханта. У ролях: Коул Хаузер, Едді Сібріан, Морріс Честнат, Лена Хіді, Рік Раванелло, Пайпер Перабо і Даніель Дей Кім.

## Сюжет
Групу професійних дайверів наймають дослідити затоплення печери в Карпатських горах Румунії, де при Чаушеску безслідно зникла група їхніх попередників. Вхід до них розташований під будівлею старовинної церкви, збудованої тамплієрами. Керівництво групою дослідників, до якої входять біолог Кетрін Дженнінгс (Лена Хеді), оператор Кім (Деніел Де Кім), румунський учений Ніколає і ще кілька людей, бере на себе Джек Макаллістер (Коул Хаузер).
Група спускається в печери, але незабаром обвал гірських порід відрізає їх від виходу. З'ясовується, що в печерній темряві мешкають хижі тварюки. Дайверам доводиться шукати інший вихід, попутно намагаючись не бути з'їденими цими істотами. У процесі пошуків виходу вони втрачають одного за іншим своїх товаришів, заражаючись невідомим видом паразитів, що перетворили на переслідуючих їх тварюк безслідно зниклу групу попередників. Трьом з дослідників дивом вдається вибратися на поверхню. 
Трійця повертається до цивілізації. Під час зустрічі Тайлер запитує Кетрін, якщо б Джек зміг вижити. Жінка тихо відповідає: вона думала, що паразит може вижити тільки під землею, але тепер він хоче вийти наззовні. Дженнінгс нахиляється, щоб поцілувати коллегу, дивлячись через край сонцезахисних окулярів, стає зрозуміло, що як і Джек, вона почала мутувати. Кетрін раптом встає і йде, Тайлер розуміє, що вона заражена паразитом і має намір залишатися на волі, здатною заразити інших. Шокований, він відчайдушно біжить за нею, але Кетрін зникає в натовпі.

## Ролі
- Едді Сібріан — Тайлер Макалістер

Шукач гострих відчуттів, професійний спелеолог і один з двох головних героїв.
- Морріс Честнат — Top Б'юкенен

Експерт з виживання
- Деніел Де Кім — Алекс Кім

Кінооператор
- Коул Хаузер — Джек Макалістер

Шукач гострих відчуттів, професійний спелеолог, другий головний герой.
- Ліна Гіді — Кетрін Яннінгс

Науковець
- Марсель Іврес — доктор Ніколає

Науковець
- Рік Раванелло — Бріггс

Член команди занурення
- Пайпер Перабо — Чарлі

Скелелаз-професіонал.
- Кіран Дарсі-Сміт — Строде

Експерт з сонарування.
- Влад Падекі — доктор Баковія

## Музика
Саундтрек випущений 26 серпня 2005 р. Lakeshore Records, що включаєтакі метал-гурти як Atreyu, Lacuna Coil, Diecast, Burning Brides, Ill Niño, Killswitch Engage, Shadows Fall, It Dies Today, Trivium та інші. Також сингл Nemo групи Nightwish звучить під час титрів фільму.

## Критика
Рейтинг фільму на сайті Internet Movie Database — 5,0/10, Rotten Tomatoes — 11% свіжості та 28% оцінка аудиторії.